# إيفيجنيه في تاورس (غوته)
إيفيجنيه في تاورس (بالألمانية: Iphigenie auf Tauris) هي إعادة صياغة من قبل يوهان فولفغانغ فون غوته للتراجيديا اليونانية القديمة إيفيجينه في تاورس من تأليف يوربيديس. كتب غوته النسخة الأولى من مسرحيته في ستة أسابيع، وتم تنفيذها لأول مرة في 6 أبريل 1779، والعرض الأساسي لها كان في عام 1802.

## وصلات خارجية
- إيفيجنيه في تاورس، على أرشيف الإنترنت.
- إيفيجنيه في تاورس، على مشروع جوتنبرج.
- إيفيجنيه في تاورس، على كتب جوجل.
- إيفيجنيه في تاورس، على موقع أمازون.
- إيفيجنيه في تاورس، على مكتبة جامعة هارفارد.
- إيفيجنيه في تاورس، على مكتبة جامعة ميشيغان.